# Lunathyrium ebeneostipes
Lunathyrium ebeneostipes là một loài thực vật có mạch trong họ Woodsiaceae. Loài này được Ching & Z.Y. Liu miêu tả khoa học đầu tiên năm 1983.